# Landoltia
Landoltia é um género monotípico que contem como única espécie Landoltia punctata, por vezes referida por Spirodela punctata, uma espécie de pequenas plantas aquáticas talosas pertencente à subfamília Lemnoideae (ex-família Lemnaceae) da família Araceae. A espécie é morfologicamente intermédia entre Lemna e algumas espécies de  Spirodela e com base em estudos de biologia molecular foi segregada em 1999 para o novo género Landoltia.

## Descrição
L. punctata é nativa da Austrália e do sul da Ásia, mas encontra-se naturalizada na América do Norte.